# Summit County, Utah
Summit County är ett administrativt område i delstaten Utah, USA, med 36 324 invånare. Den administrativa huvudorten (county seat) är Coalville.

## Geografi
Enligt United States Census Bureau har countyt en total area på 4 874 km². 4 846 km² av den arean är land och 28 km² är vatten.

### Angränsande countyn
- Rich County, Utah - nord
- Morgan County, Utah - nordväst
- Salt Lake County, Utah - väst
- Wasatch County, Utah - syd
- Duchesne County, Utah - syd
- Daggett County, Utah - öst
- Sweetwater County, Wyoming - nordöst
- Uinta County, Wyoming - nord

### Orter
- Coalville (huvudort)
- Kamas
- Oakley
- Park City (delvis i Wasatch County)